# Nripen Chakraborty
Nripen Chakraborty (ur. 4 kwietnia 1905 w Bikrampurze, wschodni Bengal, obecnie Bangladesz, zm. 25 grudnia 2004 w Kolkacie, Zachodni Bengal) – polityk indyjski.

## Życiorys
Studiował ekonomię. Przez wiele lat był związany z ruchem związkowym i komunistycznym (od 1935 członek partii). Wchodził w skład władz Indyjskiej Partii Komunistycznej w stanie Tripura (od 1972 członek Komitetu Centralnego, od 1984 członek Biura Politycznego). Wielokrotnie był wybierany do parlamentu stanowego (1957, 1962, 1972, 1977, 1983, 1988, 1993). Od stycznia 1978 przez 10 lat był premierem rządu stanowego Tripury.
Za krytykę partii i władz lokalnych został usunięty z jej szeregów w kwietniu 1995. W uznaniu wieloletnich zasług przywrócono mu członkostwo kilka dni przed śmiercią.

## Źródła i linki zewnętrzne
- Index Ch. rulers.org. [dostęp 2013-01-29]. (ang.).
- Nripen Chakraborty: Veteran Communist and two-term CM. outlookindia.com, 2004-12-25. [dostęp 2013-01-29]. [zarchiwizowane z tego adresu (2013-04-27)]. (ang.).
- Nripen Chakraborty. Communist Party of India (Marxist). [dostęp 2013-01-29]. (ang.).
- Venkitesh Ramakrishnan. „Frontline”. 22 (2), 15–28 stycznia 2005. [dostęp 2019-08-18]. (ang.).brak numeru strony